# Сабанаєво (Дюртюлинський район)
Сабана́єво (рос. Сабанаево, башк. Һабанай) — присілок у складі Дюртюлинського району Башкортостану, Росія. Входить до складу Староянтузовської сільської ради.
Населення — 155 осіб (2010; 145 2002).
Національний склад:
- башкири — 76 %